# Фроляк Олена Юріївна
Олена Юріївна Фроляк (нар. 19 квітня 1968, Кустанайська область, Казахстан) — українська журналістка, телеведуча, шеф-редакторка та ведуча програми «Факти ICTV». Заслужена журналістка України.
Проходила стажування на каналах CNN (США) і BBC (Велика Британія).
У вересні 2008 року очолила інформаційну службу ICTV.
Неодноразово вела передвиборчі марафони, висвітлювала офіційні візити глав держав, брала інтерв'ю у Президента України, президента Європейської комісії Жозе Мануеля Баррозу та інших всесвітньо відомих політиків і громадських діячів.
У квітні 2019 року була модераторкою передвиборних дебатів кандидатів в президенти України — Петра Порошенка і Володимира Зеленського — у Національному спорткомплексі «Олімпійський».

## Життєпис
Народилася 19 квітня 1968 року в Кустанайській області Казахстану.
До 6 років жила в Казахстані. Після того сім'я переїхала в містечко Косів на Івано-Франківщині, звідки був родом її батько. Навчалася в музичній школі.
Закінчила факультет журналістики Київського університету ім. Т.Шевченка (1992).
Працювала кореспонденткою відділу листів в газеті «Радянська Гуцульщина» (1986—1992), кореспонденткою, ведучою новин Івано-Франківського міського телецентру (1992—1994), головною редакторкою телекомпанії «3 студія» (1994—1995, м. Івано-Франківськ), ведучою інформаційного відділу Міжнародного медіа центру «Інтерньюз» (1995), ведучою авторського ток-шоу «Вечірня розмова у прямому ефірі» (1994—1995), ведучою програми «Вікна-новини» на телеканалі СТБ (1995—2000).
Від 2000 року — ведуча та головна редакторка інформаційної програми «Факти» на телеканалі «ICTV».

## Відзнаки
- Телетріумф у номінації «Найкраща ведуча року» (2002);
- Заслужена журналістка України (2003);
- Телетріумф у номінації «Найкраща ведуча року» (2007);
- Орден княгині Ольги III ступеня (5 червня 2009) — за вагомий особистий внесок у розвиток вітчизняної журналістики, активну громадську позицію, високий професіоналізм та з нагоди Дня журналіста[2];
- Телетріумф у номінації «Найкраща ведуча року» (2011);
- Телетріумф у номінації «Найкраща ведуча року» (2012).

## Особисте життя
Одружена з Сергієм Соловйовим, головним оператором ICTV. Разом виховують доньку Наталю та сина Антона.